# Route nationale 23 (France)
Pour les articles homonymes, voir route nationale 23.
La route nationale 23, ou RN 23, est une ancienne route nationale française reliant Chartres à Nantes.
Avant les déclassements de 1972, elle possédait un tronçon de Nantes à Paimbœuf (actuelle RD 723). Le décret du 5 décembre 2005 prévoit son transfert aux départements. La dernière section de la route nationale 23, les berges de Maine, est déclassée en juin 2007, cette section avait été conservée en attendant l'ouverture de l'autoroute A11 (contournement nord d'Angers), dernière section manquante de cette autoroute.

## Historique du tracé
La route est historiquement la continuité de la route nationale 10 à partir de la place des Épars de Chartres sur l'itinéraire Paris-Nantes.

### Déclassements en 2006
- Eure-et-Loir : RD 923[1]
- Orne : RD 923
- Sarthe : RD 323
- Maine-et-Loire : RD 323 de la Sarthe à Angers ; RD 723 d'Angers à la Loire-Atlantique
- Loire-Atlantique : RD 723

Depuis 2008, elle est dédoublée par l'autoroute A11.
En 2022, la route départementale 923 est reliée à la route départementale 910 en provenance d'Ablis via la route nationale 123 qui constitue la rocade sud de Chartres. 
Les départements traversés sont l'Eure-et-Loir, l'Orne, à nouveau l'Eure-et-Loir, la Sarthe, le Maine-et-Loire et la Loire-Atlantique.
Les communes traversées sont :

## De Chartres au Mans

### Eure-et-Loir (RD 923)
- Chartres (km 0), rue du Grand-Faubourg, rue du Général-George-Patton
- Lucé, rue de la République, avenue de la République (RD 7023)
- Amilly (Eure-et-Loir), carrefour giratoire entre RN 123, RN 1154, RD 923 et RD 7023
- Cintray (Eure-et-Loir)
- Saint-Luperce
- Courville-sur-Eure (km 19)
- Chuisnes
- Friaize
- Champrond-en-Gâtine
- Montlandon
- Saint-Victor-de-Buthon
- Marolles-les-Buis

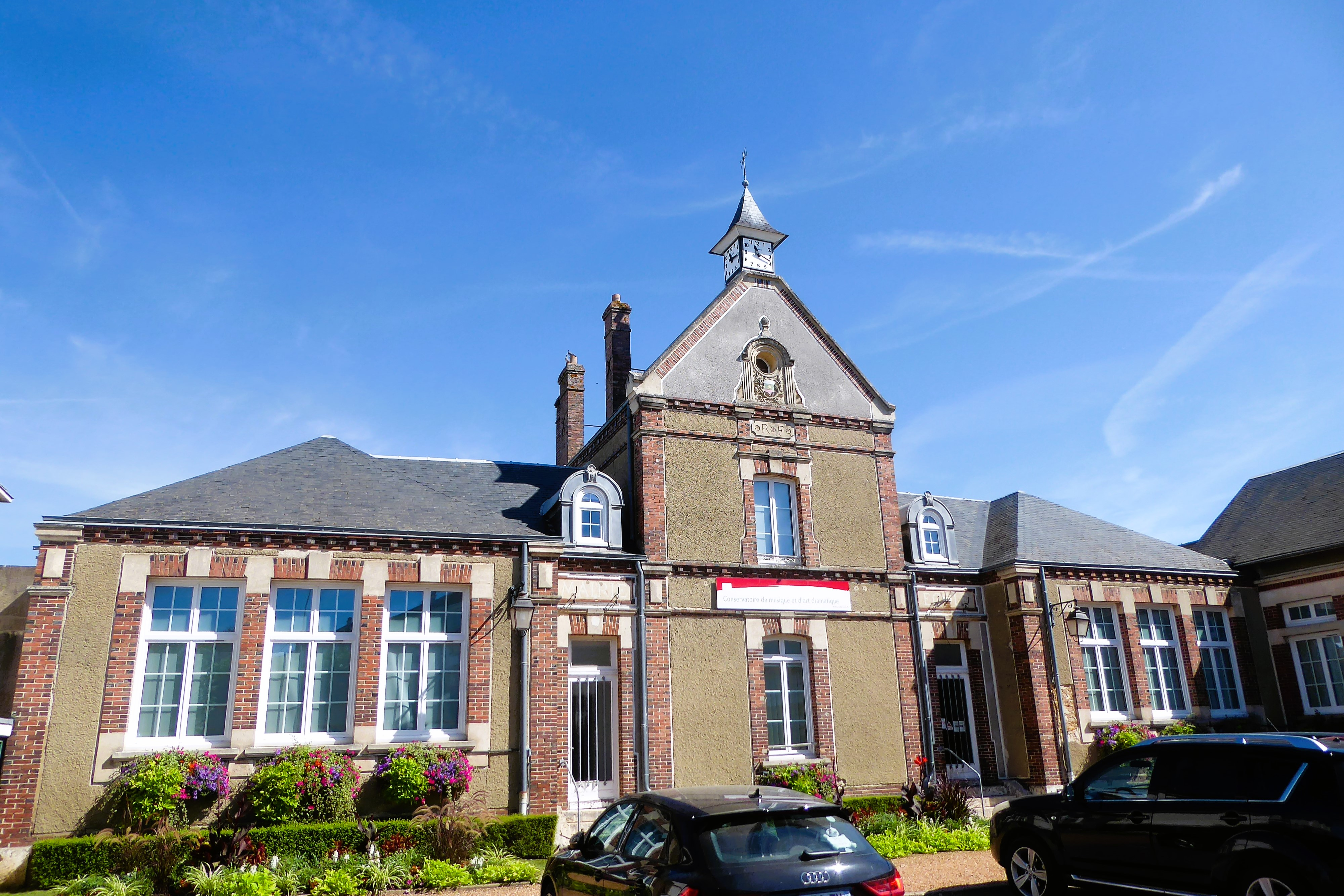
Conservatoire de musique et d'art dramatique dans l'ancienne mairie-école de Lucé.
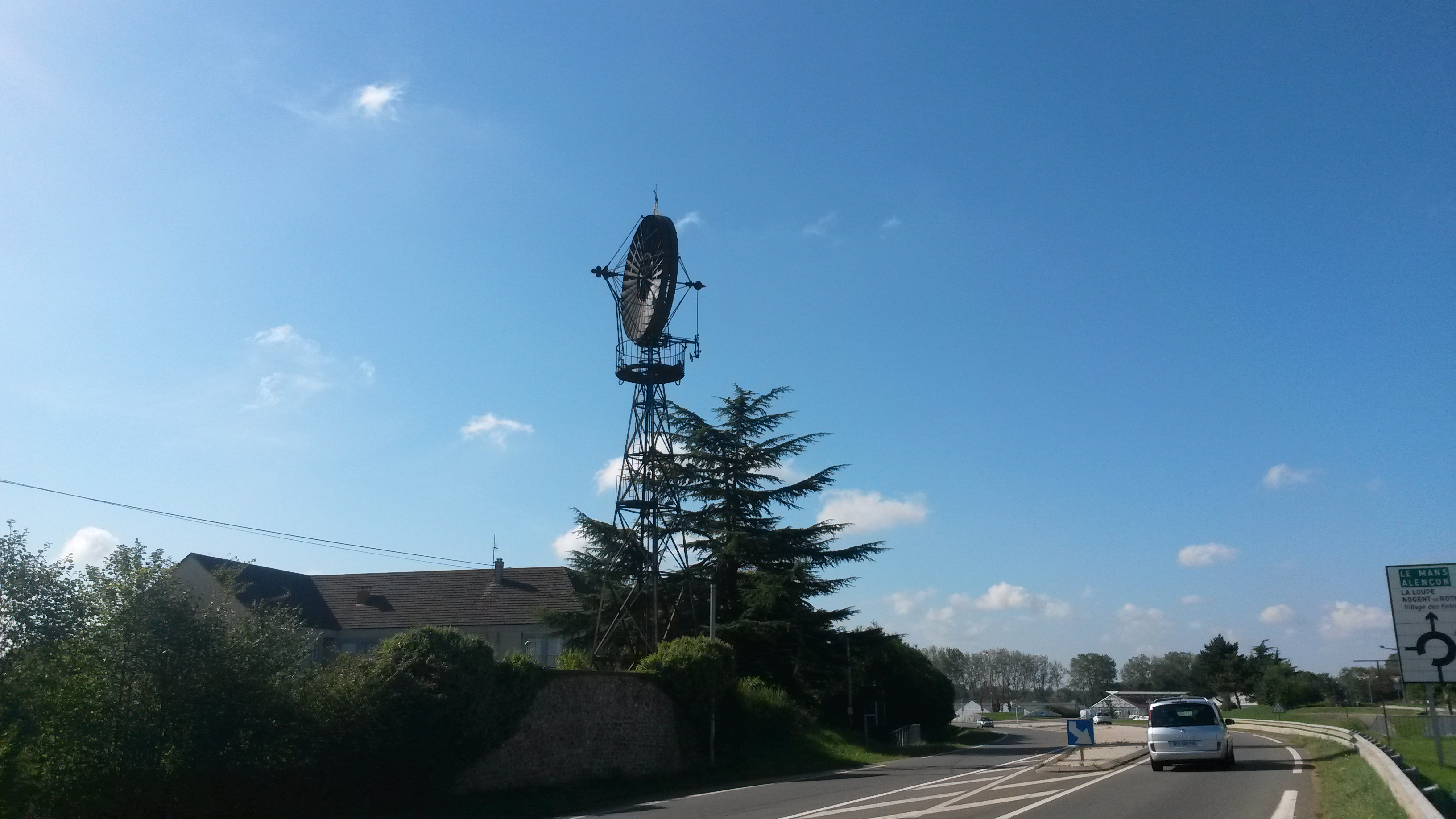
L'éolienne de Courville-sur-Eure, 1902,  Inscrit MH[2].
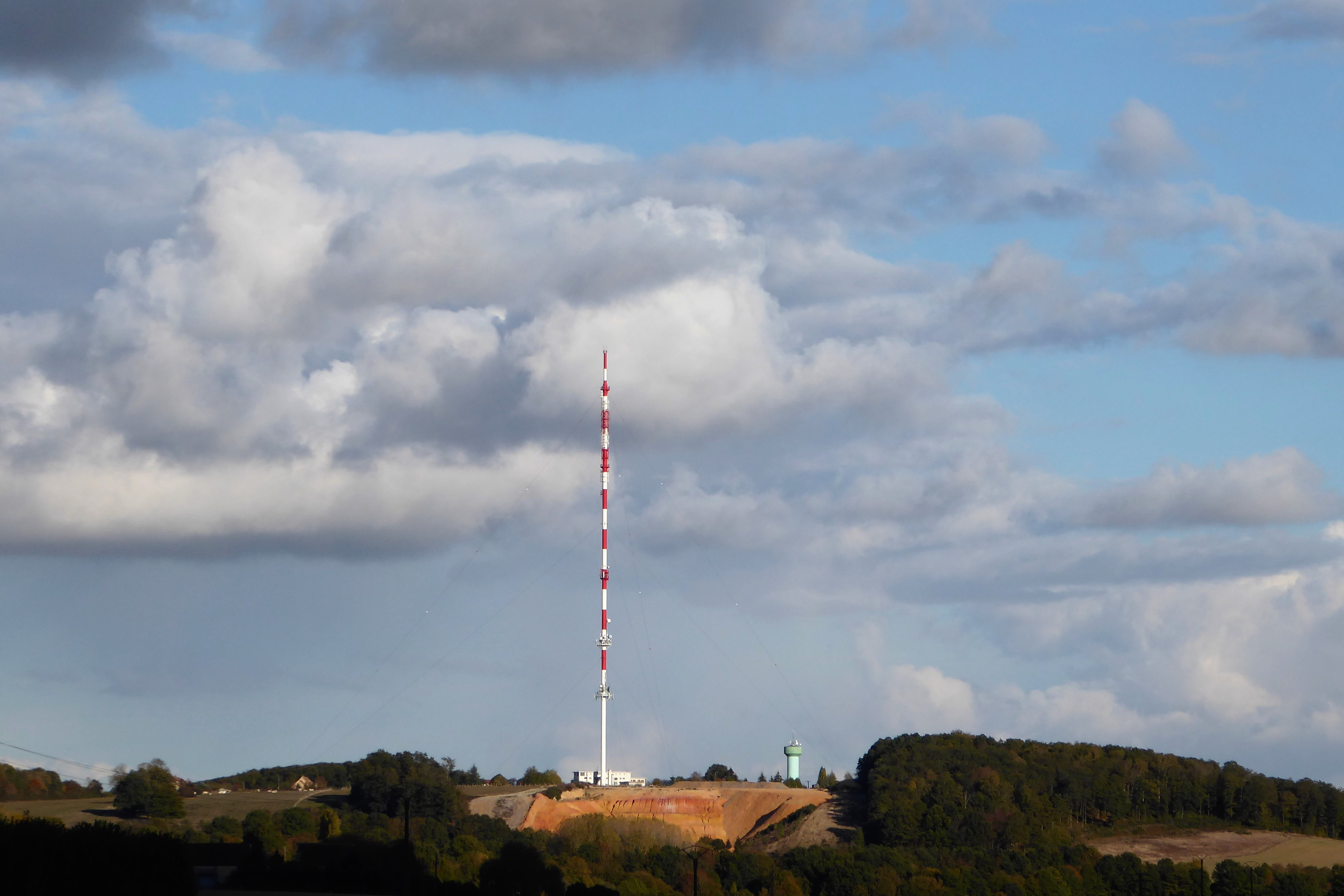
Pylône émetteur et château d'eau de Montlandon.

### Orne  (RD 923)
- La Fourche à Coulonges-les-Sablons, commune déléguée de Sablons sur Huisne, où elle est rejointe par l'ancienne route nationale 828, aujourd'hui route départementale 928

### Eure-et-Loir  (RD 923)
- Margon, commune déléguée d'Arcisses (Eure-et-Loir)
- Nogent-le-Rotrou (km 54)

### Sarthe (RD 323)
- Avezé
- La Ferté-Bernard (km 78)
- Sceaux-sur-Huisne
- Connerré (km 98)
- Saint-Mars-la-Brière
- Le Mans (km 119)

## Du Mans à Angers

### Sarthe
- Arnage
- Moncé-en-Belin
- Guécélard
- Parigné-le-Pôlin
- Cérans-Foulletourte
- La Fontaine-Saint-Martin
- Saint-Jean-de-la-Motte
- Clermont-Créans
- La Flèche (km 162)
- Bazouges-sur-le-Loir

### Maine-et-Loire
- Durtal (km 175)
- Lézigné
- La Chapelle-Saint-Laud
- Seiches-sur-le-Loir (km 189)
- Corzé
- Villevêque
- Pellouailles-les-Vignes
- Saint-Sylvain-d'Anjou
- Angers (km 209)

### Traversée d'Angers
- Échangeur entre A 11 et D 523 : Nantes, Rennes, Angers-Nord ; Paris, Tours(A85), Saint-Sylvain-d'Anjou
- 2x2 voies en zone urbaine.
- Pont Jean Moulin : Centre Commercial, Centre de Gros - MIN, Angers-Saint-Serge, Angers-Montplaisir
- Traversée de la ville d'Angers.
- Boulevard Ayrault : Avrillé, Angers-La Doutre, Centre Hospitalier - CHU d'Angers, Centre des Congrès, Parking Saint-Serge
- Place Molière : Angers-Centre, Angers-La Doutre, Parking République
- Pont de la Basse Chaîne : Avrillé, Angers-La Doutre, Château, Théatre Le Quai
- 2x2 voies en zone urbaine. Fin de traversée de la ville d'Angers.
- Rocade des Baumettes :  Cholet, Niort, Poitiers, Angers-la Roseraie Angers-Gare, Clinique de l'Anjou
- Fin de 2x2 voies en zone urbaine, début de périphérie d'Angers.
- D111 Lac du Maine : Angers-Belle-Beille, Complexe Sportif, Bouchemaine, Angers-Lac du Maine, Centre Commercial Grand Maine
- Belle-Beille : Angers-Belle-Beille, Angers-Lac du Maine, Angers-Technopôle, Université d'Angers, Gendarmerie
- Échangeur entre D 523 et D323 :  Paris, Rennes, Laval, Avrillé, Angers-Nord, Écoparc Commercial - L'Atoll
- Virage dangereux vers D523.
- Fin de virage dangereux.
- D102E Beaucouzé : Bouchemaine, Beaucouzé, Parc d'Activités Angers-Beaucouzé
- Fin de périphérie d'Angers.
- D723 Saint-Jean-de-Linières-est : Nantes par RD, Ancenis par RD, Chalonnes-sur-Loire, Saint-Jean-de-Linières, Saint-Georges-sur-Loire
- Séparation de 2x2 voies à partir de la sortie D963.
- D963 Saint-Jean-de-Linières : Candé, Châteaubriant, Saint-Jean-de-Linières, A11 vers Paris, Tours (A85)
- Vers autoroute A11.
- Vers autoroute A11.
- Échangeur entre A11 et N323 :  Nantes,  Ancenis
- Fin de la D523, traversée de la ville d'Angers. Redirigé vers l'autoroute  A11 :  Après la sortie 18 de l'autoroute.

## D'Angers à Nantes (RD 723)
La route longe la vallée de la Loire.

### Maine-et-Loire
- Saint-Jean-de-Linières
- Saint-Georges-sur-Loire (km 227)
- Saint-Germain-des-Prés
- Champtocé-sur-Loire
- La Riottière (village d'Ingrandes-Le Fresne sur Loire)

### Loire-Atlantique
- Montrelais
- Loireauxence (Varades) (km 248)
- Vair-sur-Loire (Anetz et Saint-Herblon)
- Ancenis (km 261)
- Saint-Géréon
- Oudon
- Le Cellier
- Mauves-sur-Loire
- Carquefou
- Thouaré-sur-Loire
- Sainte-Luce-sur-Loire
- Nantes (km 297), à l'est du PN 311 (Ligne de Nantes-Orléans à Châteaubriant), la Route nationale 23 est désignée sous le vocable de « route de Paris » ; tandis qu'à l'ouest elle prend successivement les noms de « boulevard Jules-Verne », puis rue du Général-Buat.

## De Nantes à Paimboeuf

### Voie express de Nantes à Cheix-en-Retz
De Rezé à Cheix-en-Retz, la route est en 2x2 voies.
- Carrefour giratoire entre D723 et Rond-Point des Marguyonnes : 
  - Nantes-Sud, Rezé-Pont Rousseau, Saint-Jacques, Parking 8 mai, Salle Sportive Métropolitaine, Nouvelle Cliniques Nantaises
  - Nantes-Centre, Nantes-Ouest, Île de Nantes - République, Atout Sud, MIN, CHU Hôtel-Dieu
  - D723 : Périphérique Sud - Porte de Bouguenais, Noirmoutier, Rezé-Hôtel de Ville, Bouguenais, Aéroport de Nantes-Atlantique
- Boulevard du Général De Gaulle.
- : Rezé-Centre, Rezé-Château, Atout Sud, Trentemoult
- Carrefour giratoire entre D723, D58 et Rond-point de la Loire :
  - D723 : Rezé-Hôtel de Ville, Nantes, Point Information Atout Sud
  - D58 : Atout Sud, Trentemoult, Parking Navibus
  - ZI Portuaire Cheviré Amont
  - Bouguenais-Les Couëts
  - D723 : Périphérique - Porte de Bouguenais, Noirmoutier, Bouguenais-Centre, Aéroport de Nantes-Atlantique, ZI Portuaire Cheviré Aval
- Route de Pornic.
- Carrefour giratoire entre D723 et Rond-point de Cheviré : 
  - D723 : Rezé-Atout Sud, Nantes, Île de Nantes, ZI Portuaire Cheviré Amont
  - ZI Portuaire Cheviré Aval
  - Sans Issue
  - C21 : Bouguenais-Les Couëts
  - D723 : Périphérique - Porte de Bouguenais, Noirmoutier, Bouguenais-Centre, Aéroport de Nantes-Atlantique
- Périphérique de Nantes.
- Aire de service Total (sens Nantes-Cheix-en-Retz)
- Échangeur entre N844 et D723 : 
  - N844 Périphérique Ouest : Saint-Herblain, Brest, Rennes, Indre
  - N844 Périphérique Sud :  Bordeaux, Poitiers, Rezé-Sud, Aéroport de Nantes-Atlantique
- Périphérique de Nantes.
- 1 : Bouguenais-Centre
- 2 D751A : Bouaye-Centre, Bouaye-La Forêt, Saint-Mars-de-Coutais, Bouguenais-Croix Jeannette, IFSTTAR
- Fin de périphérique de Nantes.
- Aire de service Avia Bouguenais (sens Nantes-Cheix-en-Retz)
- 3 C5 : Bouguenais-Bourg , La Mouchonnerie, Le Labyrinthe
- Échangeur entre D723 et D751 : Noirmoutier, Bouaye-Les Côteaux, Port-Saint-Père, Machecoul, Pornic, Planète Sauvage
- 4 : La Montagne, Bouaye
- 5 D64 : La Montagne, Brains, Indre par le Bac, Indret
- 6 D11 : Saint-Jean-de-Boiseau, Brains
- 7 D80 : Le Pellerin, Sainte-Pazanne, Couëron par le Bac, Port-Saint-Père
- Réduction à 1 voie.
- Fin de 2x2 voies, portion sans séparation centrale.
- Carrefour giratoire entre D723 et D128 :
  - D723 : Le Pellerin, Nantes
  - C2 : Aéromodélisme
  - D128 : Cheix-en-Retz, Zone d'Activités
  - D723 : Rouans, Vue, Saint-Père-en-Retz, Saint-Brevin-les-Pins, Paimbœuf

### De Cheix-en-Retz à Paimboeuf
- Cheix-en-Retz
- Rouans
- Vue
- Frossay
- Paimbœuf